# Traité de l'arrangement
Pour les articles homonymes, voir Traité et Arrangement (homonymie).
Un traité de l'arrangement musical consiste à répertorier un savoir multiple du domaine musical et à en déterminer les applications pratiques. La terminologie "Arranger " revêt plusieurs acceptions : il peut s'agir d'habiller une mélodie, c’est-à-dire fournir un support harmonique (accords) en dessous d'elle mais aussi utiliser des contre-chants pour la mettre en valeur. Dans un traité vont se trouver aussi tous les paramètres qui permettent d'obtenir une "couleur" orchestrale, par l'emploi judicieux de la combinaison des timbres instrumentaux. Quelquefois "arranger" peut aussi signifier "déranger" (sans nuance péjorative) lorsque par exemple un producteur décide de reprendre la cinquième symphonie de Beethoven en musique disco. Si un bon traité explique comment être efficace et musical, il n'en demeure pas moins vrai que l'étudiant devra préalablement posséder de solides notions de solfège et d'harmonie.
Il existe deux références majeures dans la littérature consacrée à la discipline de l'arrangement musical :
- Les traités en quatre volumes de Charles Koechlin, qui ont été écrits lors de la première moitié du XXe siècle, qui enseignent la musique classique.
- Le "Traité de l'arrangement" en cinq volumes, coécrit par Ivan Jullien et Jean-Loup Cataldo, qui couvre, outre la partie consacrée à la musique classique, celles qui traitent du jazz, de la musique contemporaine, atonale et de film. C'est à ce jour celui qui enseigne le domaine musical le plus large et le plus varié.